# Pont-l'Évêque (Oise)
Pont-l'Évêque és un municipi francès, situat al departament de l'Oise i a la regió dels Alts de França. L'any 2007 tenia 731 habitants.

## Demografia

### Població
El 2007 la població de fet de Pont-l'Évêque era de 731 persones. Hi havia 299 famílies de les quals 77 eren unipersonals (20 homes vivint sols i 57 dones vivint soles), 70 parelles sense fills, 111 parelles amb fills i 41 famílies monoparentals amb fills.
La població ha evolucionat segons el següent gràfic:
Habitants censats

### Habitatges
El 2007 hi havia 312 habitatges, 296 eren l'habitatge principal de la família, 3 eren segones residències i 13 estaven desocupats. 281 eren cases i 31 eren apartaments. Dels 296 habitatges principals, 173 estaven ocupats pels seus propietaris, 116 estaven llogats i ocupats pels llogaters i 7 estaven cedits a títol gratuït; 17 tenien dues cambres, 88 en tenien tres, 90 en tenien quatre i 100 en tenien cinc o més. 222 habitatges disposaven pel capbaix d'una plaça de pàrquing. A 150 habitatges hi havia un automòbil i a 105 n'hi havia dos o més.

### Piràmide de població
La piràmide de població per edats i sexe el 2009 era:
| Homes | Edats   | Dones |
| ----- | ------- | ----- |
| 4     | 95 o +  | 0     |
| 4     | 90 a 94 | 0     |
| 4     | 85 a 89 | 0     |
| 8     | 80 a 84 | 4     |
| 20    | 75 a 79 | 24    |
| 8     | 70 a 74 | 20    |
| 20    | 65 a 69 | 16    |
| 17    | 60 a 64 | 17    |
| 2     | 55 a 59 | 24    |
| 9     | 50 a 54 | 21    |
| 24    | 45 a 49 | 18    |
| 32    | 40 a 44 | 24    |
| 36    | 35 a 39 | 33    |
| 36    | 30 a 34 | 39    |
| 28    | 25 a 29 | 40    |
| 20    | 20 a 24 | 24    |
| 20    | 15 a 19 | 41    |
| 32    | 10 a 14 | 49    |
| 44    | 5 a 9   | 41    |
| 25    | 0 a 4   | 28    |

## Economia
El 2007 la població en edat de treballar era de 470 persones, 332 eren actives i 138 eren inactives. De les 332 persones actives 296 estaven ocupades (153 homes i 143 dones) i 35 estaven aturades (18 homes i 17 dones). De les 138 persones inactives 58 estaven jubilades, 39 estaven estudiant i 41 estaven classificades com a «altres inactius».

### Ingressos
El 2009 a Pont-l'Évêque hi havia 284 unitats fiscals que integraven 715 persones, la mediana anual d'ingressos fiscals per persona era de 16.011 €.

### Activitats econòmiques
Dels 18 establiments que hi havia el 2007, 1 era d'una empresa alimentària, 1 d'una empresa de fabricació d'elements pel transport, 5 d'empreses de construcció, 2 d'empreses de comerç i reparació d'automòbils, 2 d'empreses de transport, 3 d'empreses d'hostatgeria i restauració, 1 d'una empresa immobiliària i 3 d'entitats de l'administració pública.
Dels 6 establiments de servei als particulars que hi havia el 2009, 2 eren paletes, 1 lampisteria, 1 electricista, 1 empresa de construcció i 1 restaurant.
L'únic establiment comercial que hi havia el 2009 era una fleca.

## Equipaments sanitaris i escolars
L'únic equipament sanitari que hi havia el 2009 era una farmàcia.
El 2009 hi havia una escola elemental integrada dins d'un grup escolar amb les comunes properes formant una escola dispersa.

## Poblacions més properes
El següent diagrama mostra les poblacions més properes.